# Eggby-Istrums församling
Eggby-Istrums församling var en församling i Skara stift och i Skara kommun. 

## Administrativ historik
Församlingen bildades 1992 genom sammanläggning av Eggby församling och Istrums församling och var därefter till 2002 annexförsamling i pastoratet Varnhem, Eggby-Istrum, Öglunda och Norra Lundby. Församlingen ingick mellan 2002 och 2006 i Skara pastorat och uppgick 2006 i Eggby-Öglunda församling.

## Kyrkor
- Eggby kyrka